# Трижды негативный рак молочной железы
Трижды негативный рак молочной железы (ТНРМЖ) — это термин, использующийся для опухолей, у которых отсутствуют рецепторы эстрогена и прогестерона, а также рецептор эпидермального фактора роста 2-го типа (HER2). Такие опухоли агрессивнее других типов, имеют ограниченные варианты терапии и худший прогноз при лечении. Примерно 15 % случаев рака молочной железы относятся к этому типу. Трижды негативный рак молочной железы в сравнении с другими типами РМЖ чаще диагностируют у женщин моложе 40 лет, а также у людей с мутацией в гене BRCA1.

## Эпидемиология
Во всём мире рак молочной железы (РМЖ) является наиболее часто диагностируемым раком и ведущей причиной смерти от рака у женщин. Только за 2020 год, по данным Всемирной организации здравоохранения, его обнаружили у 2,3 млн женщин, а 685 тысяч умерли от этой болезни. В России рак молочной железы также занимает первое место по заболеваемости среди женского населения и составляет 21,2 % от всех типов рака. По данным Американского онкологического общества, риск заболеть раком молочной железы приближается к 13 % для обычной женщины. Это значит, что примерно у 1 из 8 женщин в течение жизни может развиться это заболевание. А вероятность того, что женщина погибнет от РМЖ, составляет около 2,6 %. У мужчин рак молочной железы тоже встречается, но занимает от 0,5 до 1 % среди всех случаев, которые диагностируют ежегодно. Причём большая их часть не является ТНРМЖ.
Трижды негативный РМЖ занимает примерно 15 % случаев от всех типов рака молочной железы — это около 200 тысяч заболевших им женщин ежегодно. По сравнению с другими типами РМЖ, трижды негативный РМЖ чаще диагностируют у женщин моложе 40 лет. Так, по данным исследования 2009 года, опубликованном в Cancer Causes & Control, риск возникновения такого типа рака молочной железы у женщин младше 40 лет был в два раза выше, чем у женщин старше 50 лет. Кроме этого, трижды негативный РМЖ более распространён среди темнокожих женщин по сравнению с белокожими.
Эффективность лечения трижды негативного РМЖ можно оценивать по показателю пятилетней выживаемости. Для рака молочной железы, как и для других видов рака, этот процент сильно зависит от типа и стадии болезни. Например, для РМЖ любого типа на всех стадиях пятилетняя выживаемость составляет около 91 %. Это означает, что 91 женщина из 100 благодаря лечению проживет пять лет и больше. В том числе и женщины с ТНРМЖ: в случае, если рак не распространился за пределы молочной железы, 91% женщин проживёт 5 лет и более, если задеты региональные лимфоузлы 65%. А если появились метастазы в отдалённых органах, этот показатель становится 12 % для трижды негативного РМЖ. Нужно учитывать, что у женщин, у которых в настоящее время диагностирован ТНРМЖ, прогноз может быть лучше, чем показывают эти цифры. Лечение улучшается с течением времени, и эти цифры основаны на женщинах, которые были диагностированы и пролечены по крайней мере четыре-пять лет назад. Эти цифры относятся только к стадии рака, когда он впервые диагностирован. Они не применяются позже, если рак растет, распространяется или возвращается после лечения. Также эти цифры не учитывают всего. Показатели выживаемости сгруппированы в зависимости от того, насколько далеко распространился рак, но ваш возраст, общее состояние здоровья, насколько хорошо рак реагирует на лечение, агрессивность опухоли и факторы также могут повлиять на ваш прогноз.

## Причины и механизмы развития
Некоторые раковые клетки имеют особые белки, которые ещё называют рецепторами. Определённые вещества в организме, прикрепляясь к этим рецепторам на поверхности онкоклетки, вызывают в них реакцию, заставляя расти и размножаться. Так гормон эстроген присоединяется к рецепторам эстрогена, прогестерон — к рецепторам прогестерона, а ряд сигнальных белков — к рецепторам эпидермального фактора роста 2-го типа (HER2).
Когда у раковых клеток молочной железы есть рецепторы, способные присоединять гормоны, такие опухоли называют эстроген-позитивными или прогестерон-позитивными. Оба этих типа часто растут медленнее, чем опухоли без рецепторов. Если рассматривать все случаи рака молочной железы, то эстроген- и прогестерон-позитивные типы встречается у 60—75 % пациентов. Для их лечения можно использовать гормональную терапию, которая либо снижает уровень гормонов, либо блокирует их, останавливая влияние на клетки рака.
Когда клетки опухоли молочной железы производят слишком много рецепторов HER2, их называют HER2-положительными, от 10 % до 20 % от всех случаев РМЖ относятся к такому типу. Такой вид рака обычно растёт и распространяется быстрее, чем другие виды, но с большей вероятностью будет поддаваться лечению лекарствами, нацеленными на белок HER2.
Рост опухоли при трижды негативном РМЖ не связан с гормонами эстрогеном и прогестероном или рецептором эпидермального фактора роста 2-го типа (HER2), про которые учёные много знают. Поэтому для лечения такого типа рака нельзя использовать ряд препаратов, которые влияют на рецепторы, а значит вариантов терапии становится меньше. Кроме этого, считается, что трижды негативный РМЖ более агрессивен и имеет худший прогноз, чем другие виды рака молочной железы. ТНРМЖ с более высокой вероятностью может выйти за пределы молочной железы, распространив метастазы в другие органы, а также рецидивировать. По данным некоторых исследований, доля пациентов, у которых после лечения I—III стадий ТНРМЖ с 1999 по 2008 год развился рецидив болезни, приближается к 25 %.

## Факторы риска

### Общие факторы риска РМЖ
Причины развития рака молочной железы до конца не изучены, поэтому трудно сказать, почему у одной женщины появится эта болезнь, а у другой — нет. При этом вероятность РМЖ любого типа повышается, если имеется наследственная предрасположенность к этому заболеванию, большое количество эстрогена, либо пациентка в прошлом уже перенесла рак молочной железы. К факторам, которые связаны с повышением риска развития РМЖ, также относятся старший возраст, воздействие радиации, наличие плотной ткани молочной железы, злоупотреблении алкоголем и лишний вес после менопаузы. Для индивидуального определения уровня риска пациентки некоторые врачи используют специальные калькуляторы, например, модель Гейла, которая показывает примерный 5-летний и пожизненный риск РМЖ.

### Факторы риска трижды негативного РМЖ
Риск развития именно этого типа рака отдельно повышают несколько факторов. Например, мутация в генах BRCA, особенно в BRCA1 — её имеют до 20 % пациентов с трижды негативным раком молочной железы. Поэтому людям в возрасте до 60 лет с ТНРМЖ назначают генетическое тестирование, а в остальных случаях плюсы и минусы тестирования обсуждаются с лечащим врачом.
На развитие ТНРМЖ может влиять раса. Популяционные исследования показали, что темнокожие женщины имеют более высокий риск по сравнению с другими.
Нахождение женщины в пременопаузе повышает риск возникновения трижды негативного РМЖ.
К другим факторам относят ожирение и молодой возраст первой беременности. Однако, эти факторы не так сильны, поэтому их редко учитывают в клинической практике.

## Симптомы
Трижды негативный рак молочной железы имеет такие же признаки и симптомы, что и другие распространённые типы РМЖ. Наиболее частый симптом, которые женщины замечают в первую очередь, — появление шишки или уплотнения в груди. Такое уплотнение чаще будет безболезненным, твёрдым и обладать неровными краями, но иногда может быть округлым и вызывать болезненные ощущения. Далеко не все новообразования имеют отношение к раку, любое изменение в груди должен проверить врач.
К другим возможным симптомам относятся следующие:
- отёк груди или её части, даже если опухоль не ощущается при пальпации;
- ямочка на коже груди, иногда она выглядит как апельсиновая корка или целлюлит;
- изменение размера или формы одной или обеих грудей;
- боль в груди, которая долго не проходит (хотя боль редко является признаком рака молочной железы[25], о ней следует сообщить врачу);
- изменение внешнего вида соска, например, его втягивание;
- красная, сухая, шелушащаяся или утолщённая кожа сосков или груди;
- выделения из сосков, особенно если они возникают внезапно, лишь в одной груди или в них видна кровь;
- увеличение лимфатических узлов подмышкой или вокруг ключицы (агрессивный РМЖ может распространиться на ближайшие лимфатические узлы до того, как первичная опухоль в молочной железе станет достаточно большой, чтобы её можно было почувствовать).

В большинстве случаев у пациенток с раком молочной железы не наблюдается никаких симптомов, когда им впервые ставится диагноз. Поэтому важно проходить скрининг РМЖ, скрининговые тесты могут помочь обнаружить рак на ранней стадии, до появления каких-либо симптомов, а это дает больше шансов на успешное лечение.

## Диагностика
В начале специалисты должны подтвердить диагноз РМЖ с помощью визуализирующих тестов и биопсии. К тестам относят маммографию, УЗИ молочных желёз и ближайших лимфатических узлов, а также рентгенографию грудной клетки, компьютерную томографию, сканирование костей или МРТ, если врач подозревает, что рак мог распространиться на другие органы.
Биопсия может подтвердить наличие раковых клеток в новообразовании и определить тип рака. Если клетки опухоли не имеют рецепторов эстрогена или прогестерона, а также не производят большое количество рецептора HER2, то рак молочной железы считается трижды негативным.
Пациенткам младше 60 лет с локализованным трижды негативным РМЖ, а также всем женщинам любого возраста с метастатическим ТНРМЖ назначают тестирование на мутацию BRCA. Результат будет влиять на выбор эффективной терапии и позволит задуматься о необходимости генетического тестирования близких родственников.
Кроме этого, при метастатическом виде ТНРМЖ пациентке по возможности проводят подтверждающую биопсию найденной опухоли, чтобы определить экспрессию лиганда белка программируемой клеточной смерти-1 (PD-L1). А также в некоторых случаях, чтобы проанализировать опухолевую мутационную нагрузку (Tumour Mutational Burden, TMB), микросателлитную нестабильность (MSI) и репарацию ошибочного спаривания (dMMR). Результаты этих анализов помогают точнее определиться с последующим лечением ТНРМЖ.

## Лечение

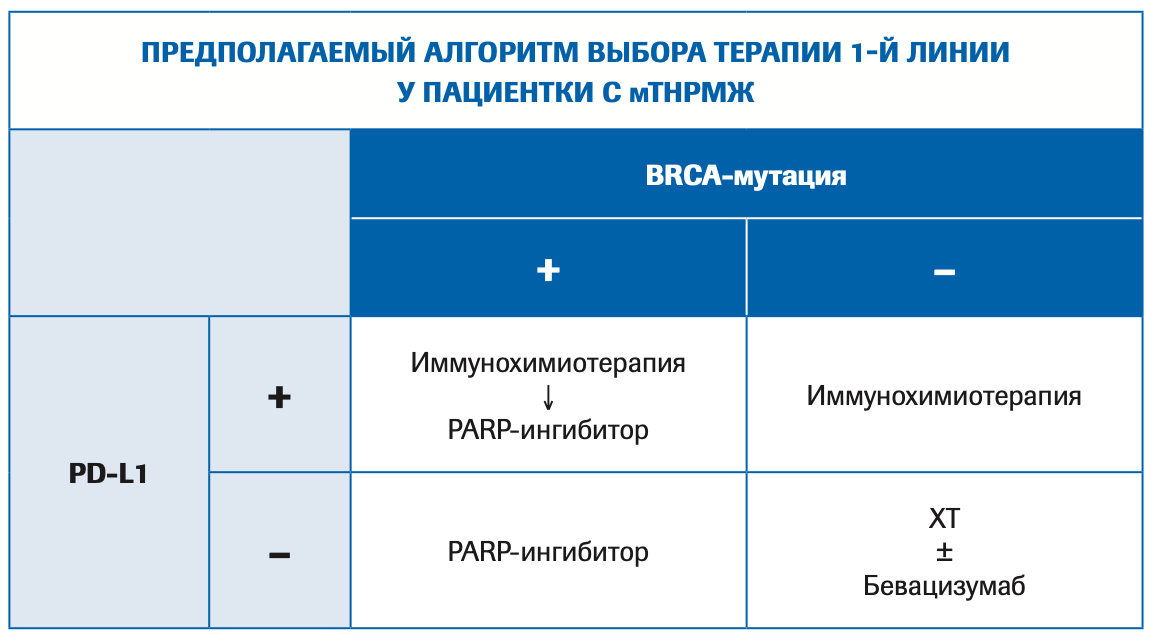
Предполагаемый алгоритм выбора терапии 1-й линии при метастатическом ТНРМЖ по научной статье «Современные возможности терапии метастатического трижды негативного рака молочной железы», 2020

При ТНРМЖ применяются стандартные для всех типов рака молочной железы методы. Но, поскольку трижды негативный РМЖ не имеет рецепторов эстрогена или прогестерона, а также слабо вырабатывает белок HER2, то при нём неэффективна гормональная терапия и препараты, нацеленные на HER2.
При I—III стадиях проводится комплексное лечение, которое включает в себя хирургические операции, системную и лучевую терапию. При размерах опухоли больше или равных 2 сантиметрам или распространённости процесса на лимфатические узлы, перед операцией, как правило, проводят неоадъювантную (предоперационную терапию) системную терапию. Это нужно как минимум для того, чтобы была возможность определения патоморфоза после проведенной химиотерапии и назначения дополнительной химиотерапии после хирургического лечения (капецитабин) в случае не достижения полного патоморфоза. После операции пациентке может быть назначена адъюватная системная и лучевая терапия. Основным вариантом системного лечения препаратами при ТНРМЖ является химиотерапия. Если нет метастазов, то варианты химиотерапии аналогичны подходам, которые используют при других типах рака молочной железы.
Важно обратить внимание на доказанное преимущество схемы 12 еженедельных паклитакселов по сравнению со схемой 4 паклитакселов раз в 3 недели
Важно обратить внимание, что отсрочка начала адъювантной химиотерапии у больных ТНРМЖ более чем на 30 дней приводит к ухудшению отдаленных результатов терапии
При метастатическом ТНРМЖ болезнь редко полностью вылечивается, хотя увеличить продолжительность жизни пациентов можно с помощью системной лекарственной терапии. В соответствии с современными алгоритмами при метастатическом ТНРМЖ системное лечение всегда должно определяться с учётом экспрессии PD-L1 и статуса мутации BRCA.
Для PD-L1-положительного ТНРМЖ рекомендовано комбинировать ингибиторы иммунных контрольных точек (иммунотерапию) и химиотерапию. Для PD-L1-отрицательного рака предпочтительным вариантом лечения остаётся химиотерапия.
Женщинам с метастатическим ТНРМЖ, которые имеют мутацию BRCA предлагают таргетную терапию PARP-ингибиторами. В определённых ситуациях вариантами лечения могут быть хирургия и лучевая терапия, но каждый случай должен индивидуально обсуждаться с пациентом.
В качестве альтернативной формы лечения исследуется вакцина с рекомбинантным альфа-альбумином (реагирует на белок альфа-лактальбумин — он вырабатывается при лактации, но также присутствует в клетках ТНРМЖ), а адъювант усиливает иммунный ответ. Клинические испытания на женщинах, прошедших курс лечения от ТНРМЖ и находящихся в ремиссии с высоким риском рецидива болезни, завершатся в сентябре 2022 года.

### Препараты для лечения
- Доксорубицин
- Эпирубицин
- Паклитаксел 
- Доцетаксел
- Цисплатин
- Карбоплатин
- Гемцитабин
- Бевацизумаб
- Капецитабин
- Эрибулин
- Иринотекан
- Абраксан
- Винорельбин
- Моноклональные антитела: пембролизумаб, атезолизумаб.
- Олапариб
- Конъюгат антитело-препарат: сацитузумаб говитекан